# Éva Vass
Dans le nom hongrois Vass Éva, le nom de famille précède le prénom, mais cet article utilise l’ordre habituel en français Éva Vass, où le prénom précède le nom.
Éva Vass, née le 23 juillet 1933 à Budapest et morte le 12 mai 2019 dans la même ville, est une actrice hongroise. 

## Biographie

### Famille
Éva Vass était l’épouse de l’acteur Miklós Gábor (1919-1998).